# У Чжихуэй
У Чжихуэ́й (кит. трад. 吳稚暉, упр. 吴稚晖, пиньинь Wú	 Zhìhuī, 25 марта 1865 — 30 октября 1953), также известный как У Цзинхен, китайский лингвист и философ, который в 1912—1913 годы являлся председателем Комиссии по унификации произношения, создавшей фонетическую систему Чжуинь фухао (на основе на стенографической системы Чжан Бинлиня) и стандартизированное произношение Гоюй.
У стал анархистом во время своего пребывания во Франции в 1900-е годы, наряду с Ли Шицзэном, Чжаном Жэньцзе, и Цай Юаньпэем. В этой компании он был известен как один из сильнейших антикоммунистов в Национальной партии в 1920-е годы.

## Биография
У родился в бедной семье, в уезде Уцзинь Чанчжоуской управы провинции Цзянсу, получив при рождении имя У Тяо (кит. 吳朓, Wú Tiǎo). У успешно сдал сложные государственные экзамены Кэцзюй в 1891 году.
Он работал в подготовительной школе в Наньяне. В 1903 году в газете Субао, У критиковал правительство Цин и высмеивал правящую императрицу Цыси, назвав ее «проституткой» (кит. 娼妓淫婦).

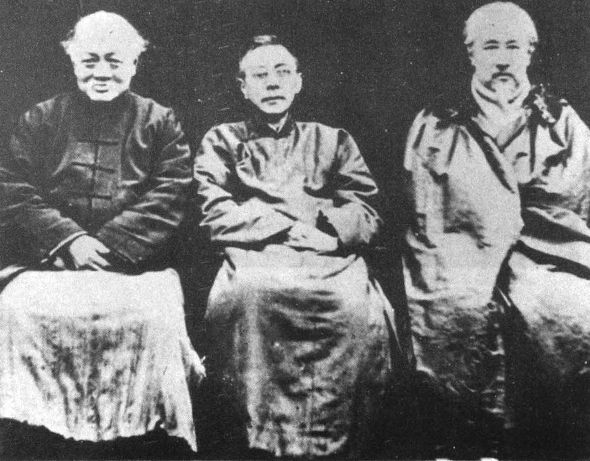
У, Чжан Жэньцзе и Ли Шицзэн, создатели журнала Новое время (Синь Шицзе)

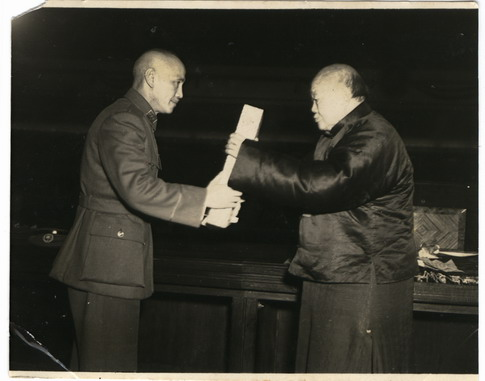
Вручение Конституции Китайской Республики, У и Чан Кайши

После этого инцидента, У бежал через Гонконг в Лондон. Его официальный статус позволил ему путешествовать и жить в Шотландии и Франции. Он посещал лекции в Эдинбургском университете. В 1903 году он отправился в Париж, где он вновь встретился с Ли Шицзэном, сыном высокого чиновника, с которым он встречался в Пекине, и с Чжаном Жэньцзе, сыном преуспевающего торговца. Хотя У и был старше своих приятелей более чем на десять лет, три молодых ученых, несмотря на то, что хорошо разбирались в Конфуцианской философии, которая господствовала в Китае, были поражены доктриной анархизма, который процветал во Франции. Вместе с Ли и Чжаном, У сформировал Шицзе Шэ (мировое общество), которое стало центром анархистской мысли и призывом в течение нескольких десятилетий.
Вместе они в 1905 году присоединились к революционной организации Тунмэнхой, предшествующей Китайской Национальной партии. Годом позже У объявил себя анархистом. Позже он основал влиятельные революционные организации, такую как Общество для продвижения морали и занимался такими радикальными журналами, как «Новая эра» и «Труд», первый в Китае синдикалистский журнал. Он занимался развитием науки, рационализма, языковой реформы и вопросом отмены брака. Его идеи были революционными, но он оценил, что потребуется 3 000 лет, чтобы достичь утопического общества в своем видении. У сыграл важную роль в массовом демократическом движении «Работа и учеба», шедшему во Франции. Среди его учеников была большая группа анархистов и будущих коммунистов.
Вскоре после возвращения в 1912 году, У, Ли, Чжан Цзи и Ван Цзинвэй организовали Общество для продвижения морали (кит. трад. 進德會, упр. 进德会, пиньинь Jìndé Huǐ, палл. Цзиньдэ Хуэй), также известное как «Восемь нет» или «Восемь запретов общества» (кит. трад. 八不會, упр. 八不会, пиньинь Bābù Huì, палл. Бабу Хуэй). У полагал, что новая Республика не должна находиться под угрозой социального декаданса поздней Цин, и зла, которое варьировались от азартной игры маджонг до мальчишников, приводящих вторых жен. Его анархистские принципы не предполагали наличие президента или должностных лиц, законов или средств для обеспечения их исполнения, а также налогов или штрафов. Каждый уровень членства, тем не менее, нес жесткие требования. На самом низком уровне, существовал договор не посещения проституток. На среднем, обычном уровне, был договор в дополнение не брать наложниц. На следующем, более высоком уровне, существовало воздержание от курения. И наконец, на высшем уровне участники воздерживались от употребления алкоголя и мяса.
После ухода с занимаемой должности, У принял предложение Цай Юаньпэя вступить в Комиссию по реформе языка, начавшей работу над фонетической системой, которая должна была заменить региональные диалекты. Эта работа в конечном итоге вылилась в систему Гоюй и Чжуинь фухао, которая широко используется и сегодня. В июне 1913 года, У стал одним из основателей журнала Гунлунь (кит. трад. 公论, пиньинь Gōnglùn, буквально: «Общественное мнение»). Когда в 1913 году провалилась «вторая революция» Сунь Ятсена, У и Ли Шицзэн для своей безопасности вернулись во Францию. Ли и У основали университет в Лионе и запустили движение «Работа и учеба».
В 1920-е годы, наряду с Ли Шицзэном, Чжаном Жэньцзе и Цай Юаньпэем, У являлся одним из так называемых «Четырех старейшин» Гоминьдана, занимался антикоммунистической кампанией и поддерживал Чана Кайши. В соответствии со своими анархическими принципами, У отказался от какой-либо государственной должности.
В 1943 году председатель Национального правительства, Линь Сэнь, умер во временной столице на время войны, в Чунцине. Чан Кайши, приглашал У, чтобы он стал новым Президентом, но У отказался, сославшись на «три нет»:
- Я обычно ношу повседневную одежду, но главы государств носят фраки. Я буду чувствовать себя неуютно.
- Мое уродливое лицо, это большой шок.
- Мои люди любят смеяться. Увидев что-нибудь смешное, это заставляет меня смеяться, и когда иностранные дипломаты доставляют грамоты, я не могу помочь, если смеюсь. Это было бы не прилично.

В 1946 году, У был избран в Национальную ассамблею, которая составила новую Конституцию. Он руководил вступлением Чана Кайши в должность президента Китайской республики в мае 1948 года, незадолго до того, как правительство покинуло материк.
Он переехал в Тайвань, где обучал сына Чана Кайши, Цзяна Цзинго. У умер в Тайбэе в возрасте 88 лет. Цзян Цзинго выполнил наставление У, касающееся спуска его праха в море у острова Куэмой.

## Работы
- 吳稚暉先生集 (Собрание сочинений господина У Чжихуэя)